# Matthew Baranoski
Matthew Baranoski (Perkasie, 27 juli 1993) is een voormalig Amerikaans baanwielrenner.
Tijdens de wereldkampioenschappen voor junioren behaalde Baranoski in 2010 een derde plaats op de keirin en in 2011 een derde plaats op de 1km tijdrit. Bij de elite won hij verschillende titels tijdens de Amerikaanse kampioenschappen baanwielrennen.
Baranoski heeft deelgenomen aan de Olympische Zomerspelen van 2016 waar hij in de eerste ronde van het keirin toernooi werd uitgeschakeld. 

## Belangrijkste resultaten
| Jaar       | AK                                       | PK         | WK          | Overig                                                                                |            |
| Als junior | Als junior                               | Als junior | Als junior  | Als junior                                                                            | Als junior |
| ---------- | ---------------------------------------- | ---------- | ----------- | ------------------------------------------------------------------------------------- | ---------- |
| 2010       |                                          |            | keirin      |                                                                                       |            |
| 2011       |                                          |            | 1km tijdrit |                                                                                       |            |
| Als elite  |                                          |            |             |                                                                                       |            |
| 2010       | keirin                                   |            |             |                                                                                       |            |
| 2011       | keirin, teasprint                        |            |             |                                                                                       |            |
| 2012       | sprint, keirin · teamsprint              |            |             |                                                                                       |            |
| 2013       | sprint, keirin · 1km tijdrit             | teamsprint |             |                                                                                       |            |
| 2014       | sprint, keirin · 1km tijdrit             |            |             | GP Colorado Springs: keirin Grenchen: keirin                                          |            |
| 2015       | sprint, keirin · 1km tijdrit, teamsprint |            |             | WB Cali: keirin · WB Cambridge: keirin · Pan-Amerikaanse Spelen: 5e sprint, 8e keirin |            |
| 2016       |                                          |            |             | Olympische Spelen: 1e ronde keirin                                                    |            |